# Zach Norvell
Zachary Norvell jr., detto Zach (Chicago, 9 dicembre 1997), è un cestista statunitense.

## Carriera professionistica

### Los Angeles Lakers (2019)
Norvell non venne selezionato durante il Draft NBA 2019. Il 1º luglio 2019 riuscì ad ottenere un two-way contract dai Los Angeles Lakers. Il 25 ottobre 2019 fece il suo debutto in NBA, entrando dalla panchina in una vittoria 95–86 sugli Utah Jazz, raccogliendo un rimbalzo in circa 2 minuti e mezzo di utilizzo. Norvell venne tagliato dalla squadra l'11 dicembre 2019, dopo aver giocato un'altra partita in maglia Lakers, quella successiva al suo debutto.

### South Bay Lakers (2019-2020)
Il 17 dicembre 2019 firmò per i South Bay Lakers, squadra di G League dei Lakers, coi quali aveva già giocato nel periodo in cui era sotto contratto con franchigia losangelina grazie alle regole del two-way contract. Norvell ha mantenuto medi di 15,2 punti, 4,5 rimbalzi e 3 assists nelle sue 29 partite, di cui 17 da titolare, con la squadra.

### Golden State Warriors (2020)
L'8 febbraio 2020 firmò un contratto di 10 giorni con i Golden State Warriors. Nonostante le due presenze in maglia Lakers, Norvell segnò i suoi primi punti in NBA l'8 febbraio, registrandone 7, condendo la sua prestazione anche con 4 rimbalzi, 2 assist e 2 palle rubate in 17 minuti, nella sua partita d'esordio per i Warriors, proprio contro i Los Angeles Lakers, perdendo però 120-125. Giocò anche le successive 2 partite, mettendo insieme in totale 3 punti e un rimbalzo, ma scaduti i 10 giorni il contratto non gli venne rinnovato.

### Santa Cruz Warriors (2020)
Il 21 febbraio 2020 i Santa Cruz Warriors, squadra satellite dei Golden State Warriors in G League, annunciarono di aver acquistato Norvell dai South Bay Lakers in cambio dei diritti su Juan Toscano e di una scelta al primo giro del 2020 al draft della G League. Nel suo debutto con la nuova squadra, Norvell registrò il suo nuovo career-high di punti, segnandone 34, tirando 7-12 da tre punti e aggiungendo alla sua prestazione anche 5 rimbalzi e 4 assists in una sconfitta 122-128 contro la sua ex squadra, i South Bay Lakers.

## Palmarès
- Campionato NBA: 1

Los Angeles Lakers (2020)